# Олександрівська сільська рада (Дніпровський район)
| Олександрівська сільська рада — колишній орган місцевого самоврядування у Дніпровському районі Дніпропетровської області з адміністративним центром у c. Олександрівка, який функціонував до 2020 року. Після чого, на базі сільської ради сформований Олександрівський старостинський округ в підпорядкуванні Слобожанської селищної територіальної громади. Знаходиться на лівобережжі Дніпра у північно-східному куті Дніпровського району на лівому березі Самари. Сільській раді підпорядковані населені пункти: - c. Олександрівка - с. Василівка |

## Склад ради
Рада складається з 20 депутатів та голови.

## Керівний склад сільської ради
| ПІБ                        | Основні відомості                                                         | Дата обрання | Дата звільнення |
| -------------------------- | ------------------------------------------------------------------------- | ------------ | --------------- |
| Лесунов Анатолій Іванович  | Сільський голова, 1958 року народження, освіта, безпартійний              | 26.03.2006   | 31.10.2010      |
| Прокоф'єв Павло Григорович | Сільський голова, 1967 року народження, освіта вища, член Партії регіонів | 31.10.2010   |                 |

Примітка: таблиця складена за даними джерела